# Fumindo Kurata
Pour les articles homonymes, voir Kurata.
Fumindo Kurata (倉田文人, Kurata Fumindo), né le 25 janvier 1905 à Kitsuki et mort le 28 janvier 1988, est un réalisateur et scénariste japonais. Son nom est parfois transcrit en Bunjin Kurata.

## Biographie
Fumindo Kurata nait le 25 janvier 1905 dans la localité de Yamaga (en) — aujourd'hui faisant partie intégrante de la ville de Kitsuki — dans la préfecture d'Ōita. Après ses études, il entre au studio Uzumasa de la Nikkatsu à Kyoto en 1929 comme assistant réalisateur. Promu réalisateur trois ans plus tard, son premier film sort en 1932,. Il est transféré au tout récent studio Tamagawa de la Nikkatsu à Tokyo en 1934 et se fait connaître comme l'un des principaux réalisateurs de gendaigeki du studio. En 1937, Fumindo Kurata est l'auteur du scénario de Les Émigrants de Hisatora Kumagai qui décrit sur le ton du reportage la situation de gens qui, poussés par la pauvreté, ont quitté leur village natal et s'apprêtent à émigrer au Brésil en partance de Kobe. Dans ce film, Kurata ne se focalise pas sur un héros en particulier, il décrit un groupe de gens rassemblé dans un endroit donné et souligne la situation propre à chacun, montrant ainsi en réduction la pauvreté du pays tout entier.
Des hectares de terres fertiles sorti en 1940 connait un certain succès. C'est un film de propagande qui décrit des colons japonais partis s'installer en Mandchourie et leurs efforts pour défricher la terre et créer des rizières. Il montre un ancien communiste considéré comme un gêneur et un instable qui finit par changer de mentalité et s'intégrer au groupe. Grâce aux efforts de la communauté, un canal est creusé dans la terre aride et l'eau se met à couler sous les acclamations.
Au printemps 1942, l'Armée japonaise bat l'Armée hollandaise et les Indes orientales néerlandaises passent sous son contrôle. Cette même année, Fumindo Kurata est mobilisé dans le corps de la propagande et envoyé à Java. La Nihon Eigasha, jusque-là spécialisée dans la production d'actualité, fonde une succursale à Jakarta en 1943 et devient la seule habilitée à produire des films. Fumindo Kurata est placé à la tête du Département du cinéma indonésien (Persafi), il apprend la langue et forme des techniciens indonésiens aux techniques du cinéma, un total de six films — un long métrage, Berdjoang de Rd Ariffien, et des courts métrages — sont réalisés sous son contrôle.
Fumindo Kurata est rapatrié en 1946 et continue à tourner des films jusque dans les années 1950. Il a réalisé vingt-et-un films et a écrit onze scénarios entre 1932 et 1956.

## Filmographie
Sauf indication contraire, la filmographie de Hisatora Kumagai est établie à partir de la base de données JMDb.

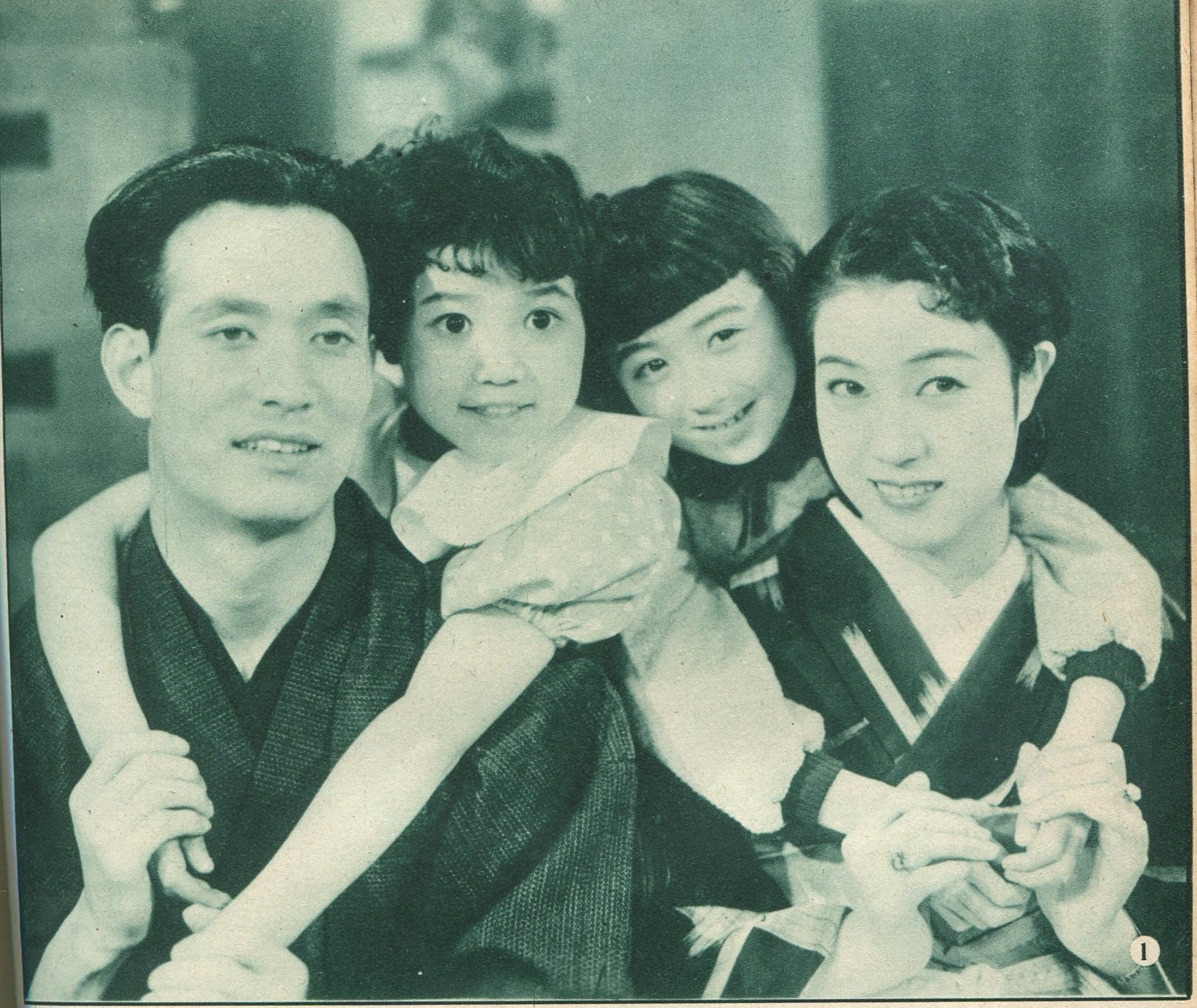
De g. à d. : Kōji Nakata,, et dans Etchan noridasu (1937).

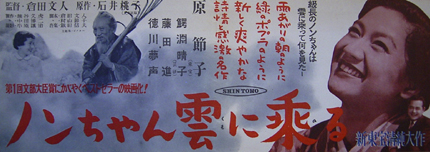
Affiche de Nobuko dans les nuages (1955) avec Setsuko Hara.

### Comme réalisateur
- 1932 : Tokaku onna to yūmonowa (とかく女と言ふものは?)
- 1932 : Shōshimin (小市民?)
- 1933 : Joseijin (女性陣?)
- 1933 : Koi shiru koro (恋知る頃?)
- 1934 : Harete futaride (晴れたて二人で?)
- 1934 : Akai kuchibiru akai hō (紅い唇紅い頬?)
- 1935 : Shin'ya no taiyō (深夜の太陽?)
- 1936 : Shiken jigoku (試験地獄?)
- 1936 : Kuchibue fuite hyaku manryō (口笛吹いて百万両?)
- 1937 : Etchan (悦ちゃん?)
- 1937 : Etchan noridasu (悦ちゃん乗り出す?)
- 1937 : Moshimo gekkyū ga agattara (もしも月給が上がったら?)
- 1937 : Etchan no sennin bari (悦ちゃんの千人針?)
- 1938 : Kita e kaeru (北へ帰る?)
- 1940 : Des hectares de terres fertiles (沃土万里, Yokudo banri?)
- 1947 : Onna dake no yoru (女だけの夜?)
- 1949 : Tono-sama hoteru (殿様ホテル?)
- 1949 : Jigoku no fue (地獄の笛?) co-réalisé avec Kenjirō Morinaga
- 1950 : Bokura no yume (ぼくらのゆめ?) co-réalisé avec Tomotaka Tasaka (documentaire tourné à Hiroshima)[10]
- 1955 : Nobuko dans les nuages (ノンちゃん雲に乗る, Non-chan kumo ni noru?)[11]
- 1956 : Noirōze niisan gacchiri musume (ノイローゼ兄さんガッチリ娘?)

### Comme scénariste
- 1932 : Shōshimin (小市民?)
- 1934 : Akai kuchibiru akai hō (紅い唇紅い頬?)
- 1936 : Kuchibue fuite hyaku manryō (口笛吹いて百万両?)
- 1937 : Les Émigrants (蒼氓, Sōbō?) de Hisatora Kumagai
- 1937 : Etchan (悦ちゃん?)
- 1937 : Etchan noridasu (悦ちゃん乗り出す?)
- 1937 : Etchan no sennin bari (悦ちゃんの千人針?)
- 1938 : Kita e kaeru (北へ帰る?)
- 1940 : Des hectares de terres fertiles (沃土万里, Yokudo banri?)
- 1949 : Tono-sama hoteru (殿様ホテル?)
- 1955 : Nobuko dans les nuages (ノンちゃん雲に乗る, Non-chan kumo ni noru?)